# Martino Hammerle Bortolotti
Martino Hammerle-Bortolotti (* 25. července 1969 Innsbruck) je rakouský operní pěvec, hudební aranžér, hudební badatel, překladatel. Od roku 1995 žije v Brně a střídavě ve Vídni a Florencii. Svoji pěveckou kariéru začal již v roce 1999 v brněnském Janáčkově divadle v roli Papagena v opeře Kouzelná flétna skladatele Wolfganga Amadea Mozarta. Vystupoval na mezinárodních koncertních pódiích, například v Německu (Bad Laasphe, Berlín, Kempten a Siegen), Rakousku (Vídeň, Innsbruck a Rein), Itálii (Miláno, Řím, Gallarate). Stěžejní program tvoří barytonové árie z oper Giuseppe Verdiho.
Od pěti let se věnoval hře na klavír, později začal hrát také na klarinet a varhany. Od roku 1984 působil jako varhaník a sbormistr v místním farním kostele Maria am Gestade v Innsbrucku. V roce 1995 úspěšně ukončil studium na univerzitě Leopold-Franzens-Universität Innsbruck v oboru ekonomie. Přesto se rozhodl věnovat opernímu zpěvu, který studoval ve Freiburgu, Budapešti, Brně a Florencii. Několikrát obdržel stipendium University of South Carolina. 

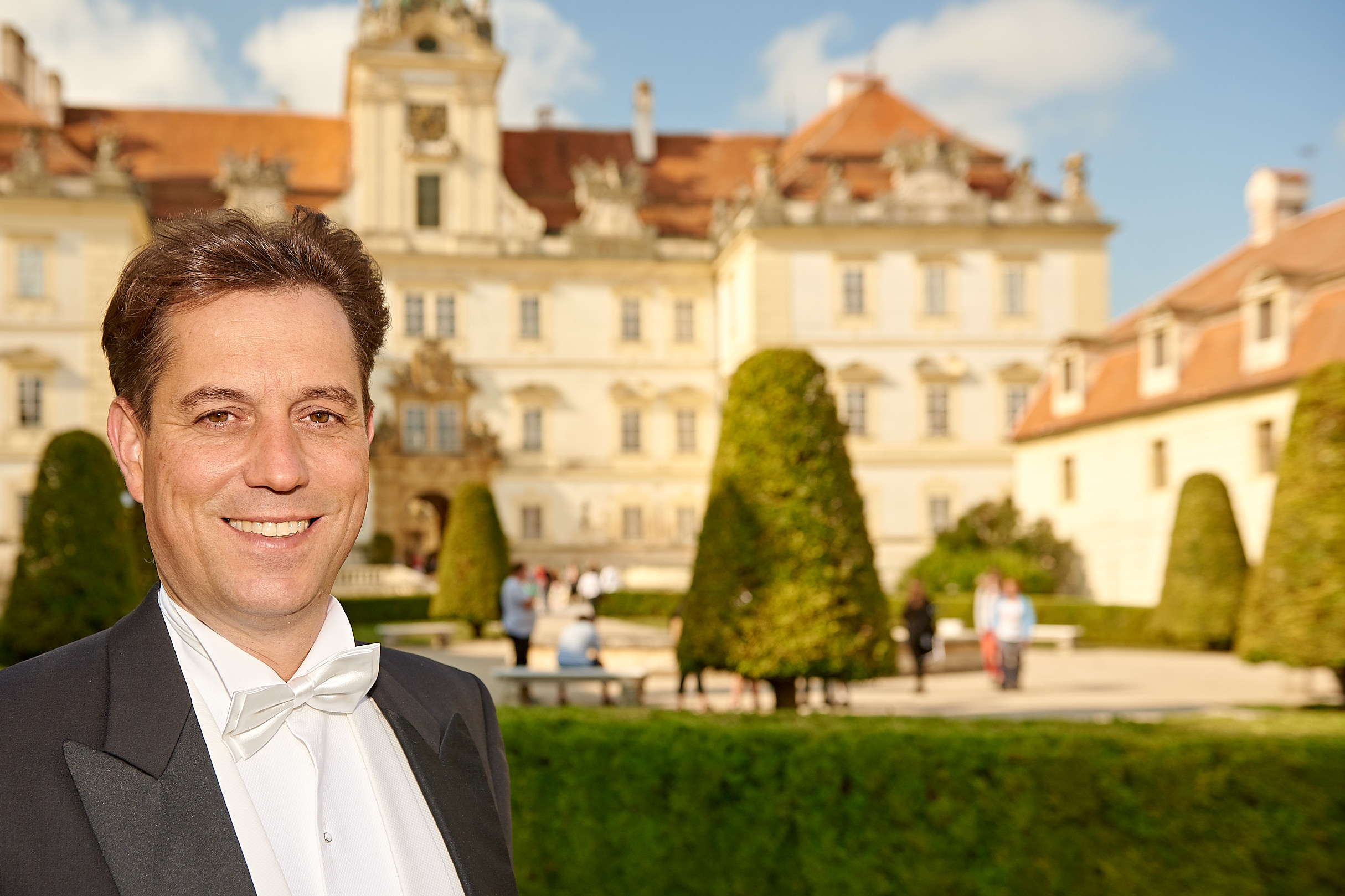
Martino Hammerle-Bortolotti - Valtice 2017

## Profesní kariéra

### Role
V roce 1999 debutoval v brněnské Janáčkově opeře v roli Papagena v Mozartově Kouzelné flétně a také hostoval na několika českých scénách v inscenacích děl Gaetana Donizettiho, Bedřicha Smetany, Leoše Janáčka aj. Od roku 2000 působil jako člen souboru Jihočeské opery v opeře Příhody lišky Bystroušky Leoše Janáčka v roli Harašty. Dále pak v opeře Gioacchina Rossiniho Il signor Bruschino jako Gaudenzio a v opeře Dalibor Bedřicha Smetany v roli Budivoje.

### Koncerty
Realizoval recitály a koncertní projekty na hradech a zámcích v Bojnicích, Kynžvartu, Mcelích, Valticích, Seiseneggu, Wilfersdorfu, Zeillernu, Židlochovicích a také na zámku Belvedere ve Vídni. Dále potom působil v lázeňských městech Luhačovice, Bardejov, Piešťany a Trenčianské Teplice, koncerty se konaly i v secesním divadle ve Znojmě, ve farním kostele Maria am Gestade v Innsbrucku, v bazilikách v Rajhradě a Rein u Grazu, v barokním sále Staré radnice ve Vídni, v Italském kulturním institutu ve Vídni, v Okresním muzeu Vídeň-Josefstadt, v pražské rezidenci Rakouského velvyslanectví a na mnoha dalších místech.
S ansámblem Camerata Brunae se systematicky věnuje hudbě starších dějinných období, brněnská filharmonie ho zná jako zkušeného interpreta děl hudební avantgardy. S instrumentálním souborem „Solisti della Scala“ a orchestrem Filharmonica Europea Gallarate účinkoval pod vedením dirigenta Marcella Pennuta s mozartovským programem v roce 2010 v Gallarate a Curychu. V témže roce navázal dlouholetou spolupráci s orchestrem Filharmonica Europea Gallarate. O Vánocích pravidelně vystupuje s dětskými i dospělými sbory (Gallarate, Jihlava, Telč, Trenčín, Židlochovice, Znojmo), zpíval v Itálii (Miláno, Řím, Gallarate Legnano, Bolsena, Biella), v České republice (Praha, Znojmo, Valtice, Mikulov, Uherské Hradiště, Adamov, Moravská Třebová, Jihlava) a na Slovensku (Trenčín, Trnava, Nitra, Tatranská Lomnica).
V roce 2011 byl zpěvák pozván na Mezinárodní festival italské písně v Bruselu. V letech 2017, 2018 a 2020 realizoval novoroční koncertní turné společně s Moravským klavírním triem ve více než 12 moravských městech. V červnu roku 2016 vystupoval s Českým filharmonickým sborem Brno v zámecké jízdárně ve Valticích. V červnu 2018 a 2019 zpíval vlastní Verdiho recitál s Moravskou filharmonií Olomouc pod vedením dirigenta Petra Šumníka a také s koncertním sborem Melodie Jihlava ve Valticích. Koncerty Martina Hammerle-Bortolottiho mají ve Valticích již dlouholetou tradici. V roce 2019 Martino Hammerle-Bortolotti zpíval poprvé v Polsku, a to v rámci hudebního festivalu Giżycko (německy Lötzen).
V současné době se zaměřuje na interpretaci díla Giuseppe Verdiho a neprávem podceňovaného českého skladatele Zdeňka Fibicha.

### Hudební bádání
V roce 2017 u příležitosti výročí 300 let od narození císařovny Marie Terezie aranžoval zpěvník Marie Terezie pro sólo baryton a dechové kvinteto. S tímto programem vystoupil na zámku Slavkov u Brna v rámci Napoleonských dnů 2017 a v Brandýse nad Labem v rámci Audience u císaře Karla I.
Následně v roce 2018 připravil notový materiál části zapomenuté opery Templáři na Moravě Karla Šebora, který byl představen publiku na koncertu v zámecké jízdárně ve Valticích. 

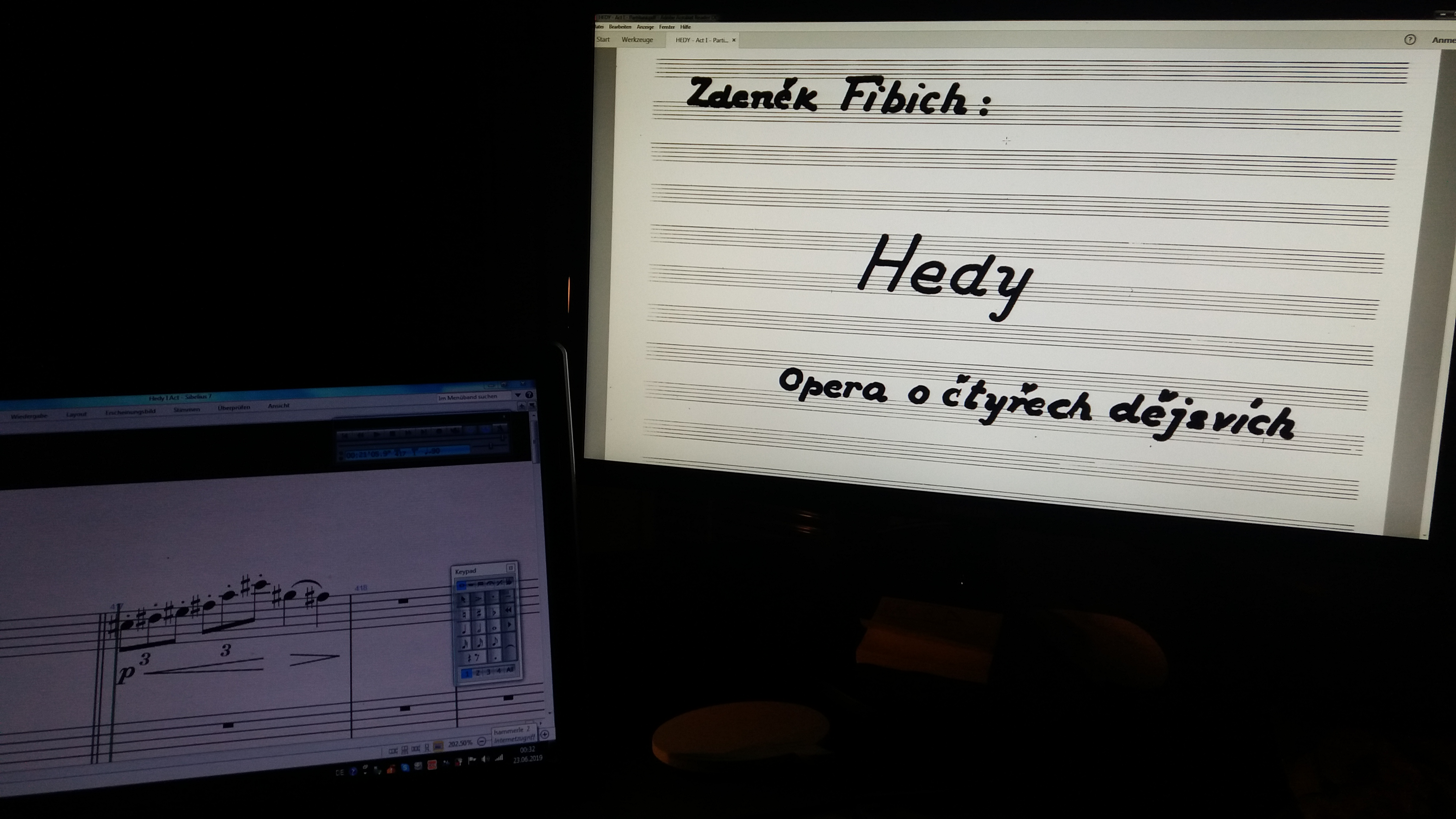
partitura opery Hedy Z. Fibicha

V létě 2019 vytvořil pro českou divadelní agenturu Dilia nový orchestrální materiál zapomenuté opery Hedy Zdeňka Fibicha.
V roce 2022 vytvořil ve spolupráci s hudebním archivem Rakouské národní knihovny zcela nový a digitální notový material světské kantáty pro sbor a orchestr „Der Tyroler Landsturm“ od Antonia Salieriho.

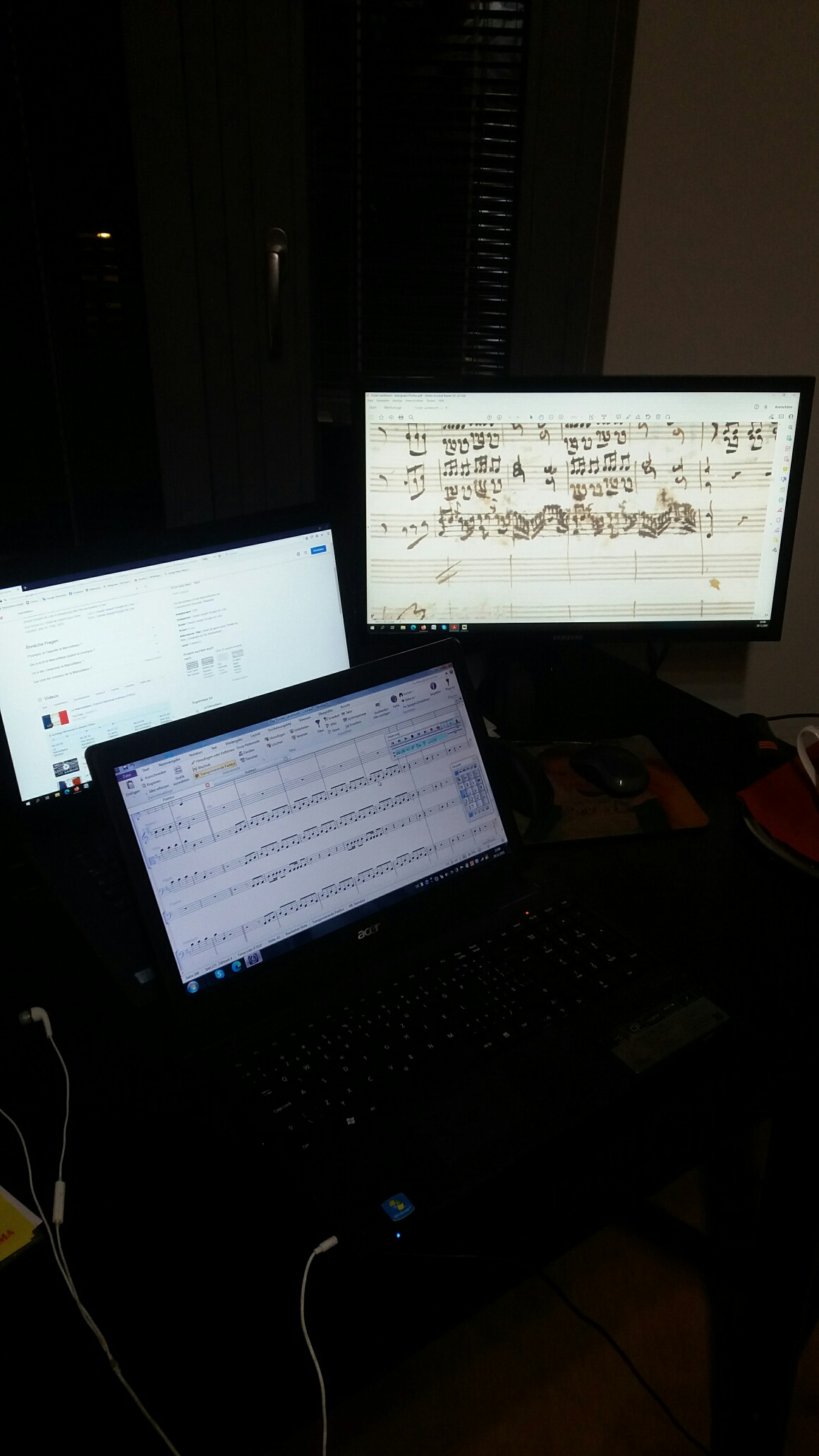
Originální rukopis kantáty "Der Tyroler Landsturm" Antonia Salieriho

Martino Hammerle-Bortolotti pracuje také jako hudební aranžér a vytvořil celou řadu aranží písní i vánočních koled pro komorní obsazení, koncertní a dětské sbory a také pro filharmonické orchestry.

## Repertoár
Martino Hammerle-Bortolotti zpívá Mozarta, klasický belcantový repertoár, Pucciniho, Leoncavalla, ale i Verdiho a Wagnera a skladby dosud málo známých skladatelů, které pro své posluchače vlastně znovu objevuje. V současné době se zaměřuje zejména na studium verdiovských árii, které jsou stěžejním programem jeho koncertů.
| Opera     | Opera                    | Opera     |
| Skladatel | opera                    | role      |
| --------- | ------------------------ | --------- |
| Donizetti | L‘elisir d‘amore         | Belcore   |
| Janáček   | Příhody lišky Bystroušky | Harašta   |
| Mozart    | Le nozze di Figaro       | Figaro    |
| Mozart    | Le nozze di Figaro       | Graf      |
| Mozart    | La finta giardiniera     | Nardo     |
| Mozart    | Die Zauberflöte          | Papageno  |
| Rossini   | Il signor Bruschino      | Gaudenzio |
| Smetana   | Dalibor                  | Budivoj   |

| Operní arie | Operní arie             | Operní arie                                  |
| Skladatel   | Opera                   | Árie                                         |
| ----------- | ----------------------- | -------------------------------------------- |
| Bizet       | Carmen                  | „Votre toast“                                |
| Donizetti   | L‘elisir d‘amore        | „Come Paride vezzoso“                        |
| Fibich      | Nevěsta messinská       | „Dnes vsecko rád vám odhalím“                |
| Fibich      | Hedy                    | „Jsem-li hříčka moci pekla?“                 |
| Giordano    | Andrea Chenier          | „Nemico della patria“                        |
| Gounod      | Faust                   | „Da ich nun verlassen soll“                  |
| Leoncavallo | Zazá                    | „Zazá, piccola zingara“                      |
| Mozart      | Così fan tutte          | „Donne mie la fate a tanti“                  |
| Mozart      | Così fan tutte          | „Il core vi dono“                            |
| Mozart      | Die Zauberflöte         | „Der Vogelfänger bin ich ja“                 |
| Mozart      | Die Zauberflöte         | „Ein Mädchen oder Weibchen“                  |
| Mozart      | Die Zauberflöte         | „Papagena, Papagena“                         |
| Mozart      | Don Giovanni            | „Finch’han dal vino“                         |
| Mozart      | Don Giovanni            | „Metà di voi qua vadano“                     |
| Mozart      | Le nozze di Figaro      | „Hai già vinta la causa“                     |
| Mozart      | Le nozze di Figaro      | „Non più andrai“                             |
| Mozart      | Le nozze di Figaro      | „Se vuol ballare“                            |
| Rossini     | Il barbiere di Siviglia | „Largo al factotum“                          |
| Rossini     | L’Italiana in Algeri    | „O che muso“ – duetto                        |
| Rossini     | La Cenerentola          | „Miei rampolli femminini“                    |
| Rossini     | Guglielmo Tell          | „Resta immobile“                             |
| Verdi       | Attila                  | „Tregua e cogli Unni“                        |
| Verdi       | Attila                  | „Dagl‘ immortali vertici“                    |
| Verdi       | La battaglia di Legnano | „Se al nuovo dì pugnando“                    |
| Verdi       | Don Carlo               | „Per me giunto“                              |
| Verdi       | Don Carlo               | „O Carlo, ascolta!“                          |
| Verdi       | Ernani                  | „Da quel dí, che l’ho veduta“ – duetto       |
| Verdi       | Ernani                  | „Oh de‘ verd’anni miei“                      |
| Verdi       | Giovanna d’Arco         | „Questa rea che vi percuote“                 |
| Verdi       | I masnadieri            | „La sua lampada vitale“                      |
| Verdi       | Macbeth                 | „Pietà, rispetto, amore“                     |
| Verdi       | La forza del destino    | „Morri, tremenda cosa…“                      |
| Verdi       | La traviata             | „Di Provenza il mar, il suol“                |
| Verdi       | La traviata             | „Madamigella Valery?“                        |
| Verdi       | La traviata             | „Dite alla giovine“ – duetto                 |
| Verdi       | Il trovatore            | „Tutto è deserto – Il balen del suo sorriso“ |
| Verdi       | Luisa Miller            | „Sacra la scelta è d’un consorte“            |
| Verdi       | Simon Boccanegra        | „Plebe! Patrizi! Popolo“                     |
| Verdi       | Un ballo in maschera    | „Eri tu“                                     |
| Wagner      | Tannhäuser              | „O du mein holder Abendstern“                |
| Wagner      | Die Walküre             | „Ein Schwert verhiess mir der Vater“         |
| Wagner      | Die Walküre             | „Winterstürme wichen dem Wonnemond“          |

## Opereta, písně, muzikál (výběr)
- Franz Léhar – Komm Zigán, Lippen schweigen, Da geh ich zu Maxim
- Johann Strauss – Ja, das Schreiben
- Zdeněk Fibich – My Moonlight Madonna na téma světoznámé melodie Poem
- Andrew Lloyd Webber – All I ask of you
- Italské šlágry ze San Rema – Grazie dei flori, Piove – Ciao, ciao bambina, Romantica, Quando, quando, quando
- Italské vánoční písně – Buon Natale!, Fermarono i cieli, Il Natale di Gesú, I Re Magi